# Mostri o non mostri... tutti a scuola
Mostri o non mostri... tutti a scuola (Gravedale High) è una serie televisiva animata statunitense del 1990, creata da David Kirschner e prodotta da Hanna-Barbera.
La serie è stata trasmessa per la prima volta negli Stati Uniti su NBC dall'8 settembre al 1º dicembre 1990. In Italia la serie è stata trasmessa su Italia 1 dal 10 ottobre 1995.

## Trama
Lo show ruota attorno alle disavventure di un insegnante, Max Schneider, che involontariamente ha accettato un lavoro in una scuola per mostri, vicino alla città di Midtown. Schneider, è l'unico essere umano della scuola e i suoi "alunni" sono un gruppo di ragazzi che si rivelano i figli dei mostri di film classici dei quali la maggior parte sono chiassosi e disinteressati.

## Episodi
| Stagione       | Episodi | Prima TV USA | Prima TV Italia |
| -------------- | ------- | ------------ | --------------- |
| Prima stagione | 13      | 1990         | 1995            |

## Personaggi e doppiatori

### Personaggi principali
- Maxwell "Max" Schneider (voce originale di Rick Moranis, italiana di Flavio Arras) Un insegnante umano tra i 30 e i 40 anni. Di corporatura snella e molto magra. Un vero nerd adulto, orgoglioso di essere un insegnante che può fare la differenza. Indossa un tailleur da studente, porta un papillon a pois e gli occhiali. Ha una personalità eccentrica, è amichevole, divertente, di mentalità aperta ed è uno degli insegnanti più laboriosi del personale della Gravedale High.
- Vinnie Stoker (voce originale di Roger Rose, italiana di Massimiliano Lotti) Un vampiro che è una fusione tra il Conte Dracula e Fonzie di Happy Days. Vinnie è pigro per natura, ma è disposto a lavorare sodo se ciò rientra nei suoi interessi.
- Frankentyke (voce originale di Frank Welker, italiana di Pietro Ubaldi) Un Mostro di Frankenstein basso e sempre arrabbiato. Adora fare gli scherzi. Lui e Gill sono amici.
- Reggie Moonshroud (voce originale di Barry Gordon, italiana di Antonello Governale) Un lupo mannaro nerd grande amico di Vinnie.
- J.P. Ghastly III (voce originale di Frank Welker) Un ricco mostro basso e dalla pelle blu.
- Gill Waterman (voce originale di Jackie Earle Haley, italiana di Diego Sabre) Un mostro della laguna dalla pelle verde e una lingua allungabile come una rana. Gill ama fare surf e ha un appetito vorace.
- Cleofatra (voce originale di Ricki Lake, italiana di Dania Cericola) Spesso chiamata solo Cleo, è una mummia obesa e un po' nerd è la migliore amica di Duzer.
- Sid (voce originale di Maurice LaMarche, italiana di Enrico Carabelli) un ragazzo invisibile che indossa maglietta, berretto e occhiali da sole. Adora fare il buffone dicendo battute.
- Blanche (voce originale di Shari Belafonte, italiana di Cinzia Massironi) una zombie che adora fare shopping nei centri commerciali
- Duzer (voce originale di Kimmy Robertson) Una gorgona (che però non possiede lo sguardo pietrificante)- È la migliore amica di Cleo, che spesso trascina in vari complotti. È carina, vanitosa, competitiva, autoritaria e le piace essere al centro dell'attenzione dei ragazzi

### Personaggi ricorrenti
- Lisa, voce italiana di Marina Massironi.
- Sig.ra Krogg, voce italiana di Caterina Rochira.
- Boneyard, voce originale di Brock Peters, italiana di Antonio Paiola.